# Dereyurt, Akdağmadeni
Dereyurt là một xã thuộc huyện Akdağmadeni, tỉnh Yozgat, Thổ Nhĩ Kỳ. Dân số thời điểm năm 2010 là 8 người.